# Bataille de Nocera

Localisation de Nocera

La  bataille de Nocera  (ou Scafati) est une bataille qui s'est déroulée le 24 juillet 1132 à Nocera Inferiore, dans l'actuelle province de Salerne, en Campanie. C'est l'une des principales batailles du roi Roger II de Sicile et, avec la bataille de Rignano, l'une de ses principales défaites contre le comte Rainolf d'Alife.

## Une défaite sans conséquence

### Les faits antérieurs
En 1127 Rainolf, sous le patronage du pape Honorius II, s'allie avec Robert II d'Aversa afin de tenter de contrer la succession de Roger II de Sicile sur le duché des Pouilles. Celui-ci réussit à s'imposer mais il doit concéder à Rainolf le comté d'Ariano.
L'alliance avec le roi est brève. En février 1130, à la mort d'Honorius II, Rainolf se rallie au pape Innocent II contre l'antipape Anaclet II. Roger, duc de Pouilles et de Calabre et maître de la Sicile, a reconnu comme valide l'élection d'Anaclet et reçoit en récompense la couronne de Sicile, le 25 décembre 1130. Certains nobles normands, qui depuis longtemps rongeaient leurs freins, n'acceptent pas le nouveau roi, et ainsi se déchaînent les événements qui conduisent à un affrontement militaire le 24 juillet 1132 sur la rivière Sarno près de Scafati.

### Avant l'engagement
En 1132, Rainolf rassemble de grandes forces avec son allié le prince de Capoue, Robert II. La cité de Bénévent, bien que d'habitude fidèle à Roger, se rend aux mains des rebelles qui se sont amassés à ses portes.
Roger fait faire demi-tour à son armée en direction de Nocera, la plus grande ville fortifiée du prince de Capoue hormis Capoue. La retraite sur les Apennins est extrêmement rapide, mais les rebelles se déplacent aussi rapidement pour rencontrer l'armée royale à Nocera. Roger détruit le seul pont traversant la rivière Sarno, mais les rebelles construisent un pont de fortune, et se dirigent vers Nocera assiégée.

### La bataille
Roger lève son siège à l'arrivée de l'armée rebelle, Rainolf envoie 250 cavaliers vers les murs de la ville afin de détourner une partie des troupes royales. Robert d'Aversa prend la tête de l'aile gauche, celle de droite, divisée en trois colonnes, est commandée par Rainolf.
Le dimanche 24 juillet, Roger engage l'affrontement en chargeant la cavalerie du prince. Les troupes royales sont victorieuses et l'infanterie de Capoue se retire par le pont de fortune qui s'effondre. Roger ordonne une seconde charge qui connait, au début, du succès mais Rainolf rejoint la bataille avec 500 hommes de son centre. Il frappe le flanc de Roger et les troupes royales commencent à céder.
Avant que les renforts arrivent, Rainolf jette dans la mêlée d'abord son aile droite puis la gauche et les troupes royales s'écroulent. Roger essaie d'encourager ses troupes mais elles sont mises en déroute, il s'enfuit alors avec quatre cavaliers vers Salerne. La victoire des rebelles est complète.

### Le butin
Sept cents chevaliers sont capturés ainsi que vingt-quatre barons loyalistes. Les deux chroniqueurs sympathisants des rebelles comme Falcon de Bénévent ainsi que ceux royalistes comme Enrico, évêque de Sant'Agata, s'accordent à dire que le butin fut immense, qu'il comprenait même la bulle de l'antipape Anaclet II, par laquelle Roger avait reçu le titre de roi.

### Les conséquences
La bataille eut peu d'importance à long terme parce que l'empereur Lothaire III, après avoir été couronné à Rome par le pape Innocent II, retourna en Allemagne. Les rebelles, restés sans soutien, perdirent beaucoup de leurs conquêtes.
En juillet 1134, les troupes de Roger contraignent Rainolf, le duc Serge VII de Naples et les autres rebelles à se soumettre, alors que Robert est expulsé de Capoue. La guerre reprend l'année suivante.

## Sources
- (it) Cet article est partiellement ou en totalité issu de l’article de Wikipédia en italien intitulé « Battaglia di Nocera » (voir la liste des auteurs).